# José Evangelista Franco
José Evangelista Franco (São Paulo, c. 1840 – São Paulo, 1887) foi um padre e político brasileiro.
Vigário da paróquia Senhor Bom Jesus, de Rio Negro, Paraná, entre 1868 e 1870. Neste período fez parte da Junta do Partido Conservador em Rio Negro. Vigário em Campo Largo, Paraná, em 1871. Em 1873 estava presente na bênção de inauguração da primeira pedra da capela São João da Barra, Biguassú, Santa Catarina, como capelão da Marinha. Foi deputado à Assembleia Legislativa Provincial de Santa Catarina na 21ª legislatura (1876 — 1877). Pároco da Paróquia São Sebastião, Tijucas, Santa Catarina, entre 1879 e 1880. Nomeado como primeiro pároco da Paróquia Santa Cruz, Diocese de São João da Boa Vista, São Paulo, em 1884. Veio a falecer em 1887..